# Wilmslow
Wilmslow è una cittadina di 30 326 abitanti della contea del Cheshire, in Inghilterra.